# ブラインド審査
ブラインド審査（ブラインドしんさ）は、主に音楽コンクールにおいて、審査時に使用される方式である。
審査員が演奏者に関する情報を得られない様にし、公平な視点で行うという主催者の意思に基づいて行われる。そのため、審査員は演奏者の氏名・順番等は知らされない。審査員の前には大きなカーテンが施され、演奏は見えないようになっている。日本のコンクールでは主に一次予選・二次予選などで行われる。欧米での実施度は高く、標準的な審査方式として浸透している。
また、欧米の作曲コンクールには、応募作品に作曲者名を書くことを禁止しているものが多い。この場合、楽譜の表紙に応募者が任意の暗号や偽名を書き、アプリケーションフォーム（または本名などの個人データを記入したもの）を入れた封筒に楽譜と全く同じ暗号・偽名を書いたものを併せて提出する。これも一種のブラインド審査である。